# Коленный рефлекс

Коленный рефлекс, или пателлярный рефлекс, — безусловный рефлекс, относящийся к группе рефлексов растяжения, или стретч-рефлексов. Коленный рефлекс возникает при непродолжительном растяжении четырёхглавой мышцы бедра, вызванном лёгким ударом по сухожилию этой мышцы под надколенником. При ударе сухожилие растягивается, действуя в свою очередь на мышцу-разгибатель, что вызывает непроизвольное разгибание голени. Коленный рефлекс является классическим примером моносинаптического рефлекса.

## Рефлекторная дуга коленного рефлекса
Рецепторы, воздействие на которые вызывает коленный рефлекс — это нервно-мышечные веретёна, расположенные в мышце-разгибателе (четырёхглавой мышце бедра). При растяжении мышечных веретён частота нервных импульсов в нервных окончаниях, которые оплетают веретёна, увеличивается. Нервные импульсы по дендритам (дендронам) бедренного нерва передаются к телам чувствительных нейронов, расположенных в спинальных ганглиях спинных корешков спинномозгового нерва. От чувствительных нейронов возбуждающие сигналы передаются на альфа-мотонейроны, расположенные в передних рогах серого вещества спинного мозга, а от альфа-мотонейронов — к экстрафузальным (сократимым) мышечным волокнам той же мышцы (см. рис).
Кроме основного (моносинаптического) компонента, к дуге коленного рефлекса можно отнести и тот путь передачи сигнала, который обеспечивает расслабление мышцы-антагониста (сгибателя колена). От тех же чувствительных нейронов по коллатералям их аксонов сигнал передается на тормозные интернейроны промежуточных (боковых) рогов серого вещества, а от них тормозный сигнал передается мотонейронам мышцы-сгибателя.
В осуществлении коленного рефлекса участвуют и другие интернейроны (например, клетки Реншоу), а также гамма-мотонейроны, которые контролируют степень растяжения мышечных веретён.

## Биологическое значение коленного рефлекса
Коленный рефлекс, как и другие стретч-рефлексы, является прежде всего рефлексом поддержания позы. Они позволяют мышцам противостоять растяжению, например, под действием массы тела при стоянии, что позволяет поддерживать вертикальное положение (статический компонент). При резком увеличении нагрузки (падение груза на плечи) срабатывает динамический компонент рефлекса, который и проверяет врач.

## Диагностическое значение коленного рефлекса в медицине
Отсутствие (арефлексия) или снижение (гипорефлексия) коленного рефлекса могут быть обусловлены нарушением проводимости по бедренному нерву, спинномозговым корешкам (L3-L4), а также поражением передних рогов спинного мозга на уровне сегментов L3-L4.
Повышение (гиперрефлексия) коленного рефлекса характеризует увеличение возбудимости мотонейронов передних рогов спинного мозга вследствие недостаточности нисходящего супрасегментарного тормозного контроля. Это может иметь место при органическом поражении пирамидного двигательного тракта или при функциональной слабости процессов торможения в ЦНС.

## Восходящие пути
Помимо простейших рефлекторных дуг, которые возникают в пределах одного сегмента спинного мозга, также существуют межсегментные рефлекторные восходящие и нисходящие пути. Рассмотрим восходящие пути. При выполнении коленного рефлекса мышца-разгибатель сокращается, и нога непроизвольно разгибается. Сигналы от чувствительного нейрона, сигнализирующие о том, что нога изменила положение, идут вверх по коллатерали чувствительного нейрона. Эта коллатераль проходит в белом веществе спинного мозга к таламусу. Здесь происходит фильтрация приходящих сигналов. Например, если сигнал одиночный и слабый, то он просто не проходит. Такая система позволяет регулировать прохождение сигналов к коре и дает возможность реагировать на более важные сигналы с наибольшей быстротой. После прохождения таламуса нервный импульс приходит к нейронам соматосенсорной коры больших полушарий конечного мозга. При этом у человека возникает ощущение, что нога разогнулась. Для того, чтобы вернуть её в исходное положение, нервный импульс передается в моторную кору больших полушарий, где происходит построение программ движений.
Межсегментные восходящие пути позволяют нам контролировать произвольные движения, запускаемые на разных уровнях спинного мозга.

## Нисходящие пути
По нисходящим путям сигнал идёт от головного мозга. Совершённое при этом движение считается произвольным и не является рефлексом. При произвольном разгибании ноги в колене сигнал от головного мозга поступает в вентральные рога спинного мозга, где находятся возбуждающие и тормозящие нейроны. Нервный импульс возбуждает мотонейрон, действующий на мышцу — разгибатель. Также по коллатерали сигнал поступает в тормозный интернейрон, который, в свою очередь, действует на мотонейрон мышцы-сгибателя. При этом мышца-сгибатель расслабляется, давая мышце-разгибателю сократиться. А мышечные веретёна мышцы-разгибателя, являющиеся рецепторами растяжения, реагируют на растяжение и посылают сигнал (учащаются нервные импульсы). Сигнал идет по дендриту чувствительного нейрона, а затем поступает в вентральные рога спинного мозга, где должен возбудить мотонейрон мышцы-сгибателя. Но этому препятствует тормозный интернейрон (упомянутый ранее). В итоге человек разгибает ногу. Таким образом, сигналы, идущие по нисходящим путям, оказывают большое влияние на рефлекторную деятельность.

## Статический и динамический компоненты рефлексов растяжения
Рефлексы растяжения включают динамический и статический компоненты. Статический компонент рефлекса действует до тех пор, пока растянута мышца. Динамический компонент рефлекса длится только мгновение, и это — отклик на неожиданное резкое изменение длины мышцы. Причина, по которой рефлекс растяжения состоит из двух компонентов — это то, что есть два типа мышечных интрафузальных волокон: «ядерные цепочечные волокна», которые отвечают за статический компонент, и «ядерные сумчатые волокна», отвечающие за двигательный компонент. Цепочечные волокна длинные и тонкие, растягиваются равномерно. Когда они растянуты, нервные окончания чувствительных нейронов дуги коленного рефлекса увеличивают частоту сигналов. Это статический компонент рефлекса растяжения. Ядерные сумчатые волокна выпуклые посередине, где они наиболее эластичные. Нервные окончания, передающие сигнал о растяжении, обвиты вокруг середины волокна, которая быстро удлиняется, когда волокно растягивается. Боковые стороны волокна ведут себя так, как будто они наполнены вязкой жидкостью: они сопротивляются быстрому растягиванию, но постепенно растягиваются, если волокно остается растянутым некоторое время. Таким образом, если на эти волокна воздействовать быстрым растяжением, середина сначала берёт на себя большую часть растяжения; когда растягиваются боковые части, середина может сократиться. В результате нервное окончание, которое передаёт сигнал о растяжении, сначала интенсивно сигнализирует о растяжении, потом частота его импульсов убывает, так как растягиваются боковые части и середина снова может укоротиться. Это динамический компонент рефлекса: сильный сигнал о быстром изменении длины мышцы.